# Podul August
Podul August (în germană Augustusbrücke) este un pod rutier peste Elba în orașul Dresda (landul Saxonia,  Germania). Podul, reconstruit ultima oară între anii 1907 și 1910, leagă cartierul Innere Neustadt din partea de nord (pe malul drept) cu zona istorică a orașului (Altstadt) din partea de sud (pe malul stâng). 

## Istoric
A existat un pod în același loc începând cel puțin din secolul al XII-lea. Sub domnia regelui August al II-lea cel Puternic al Poloniei și Saxoniei, între anii 1727 și 1731, a fost construit un pod nou din gresie, după planurile arhitectului Daniel Pöppelmann (1728-1730), originar din Dresda. Creșterea traficului a făcut necesară demolarea podului, în ciuda protestelor împotriva reconstrucției acestei opere de artă. Acest pod a fost înlocuit cu actualul pod, construit tot din gresie după proiectul elaborat de Wilhelm Kreis și Theodor Klette. Kreis a imaginat un pod care să fie construit cu materiale moderne, dar care să respecte cât mai mult arhitectura istorică a vechiului pod, iar acest compromis a fost susținut de public. Utilizarea betonului armat acoperit cu piatră naturală a permis transformarea celor 18 arce înguste în 9 arce mari. Podul actual are 9 arce cu deschideri mari care facilitează traficul fluvial. Trei linii de tramvai ale Dresdner Verkehrsbetriebe traversează Podul August.
În perioada 1949-1990 acest pod a purtat denumirea de Podul Gheorghi Dimitrov după conducătorul comunist bulgar Gheorghi Dimitrov (1882-1949).

## Vues du pont

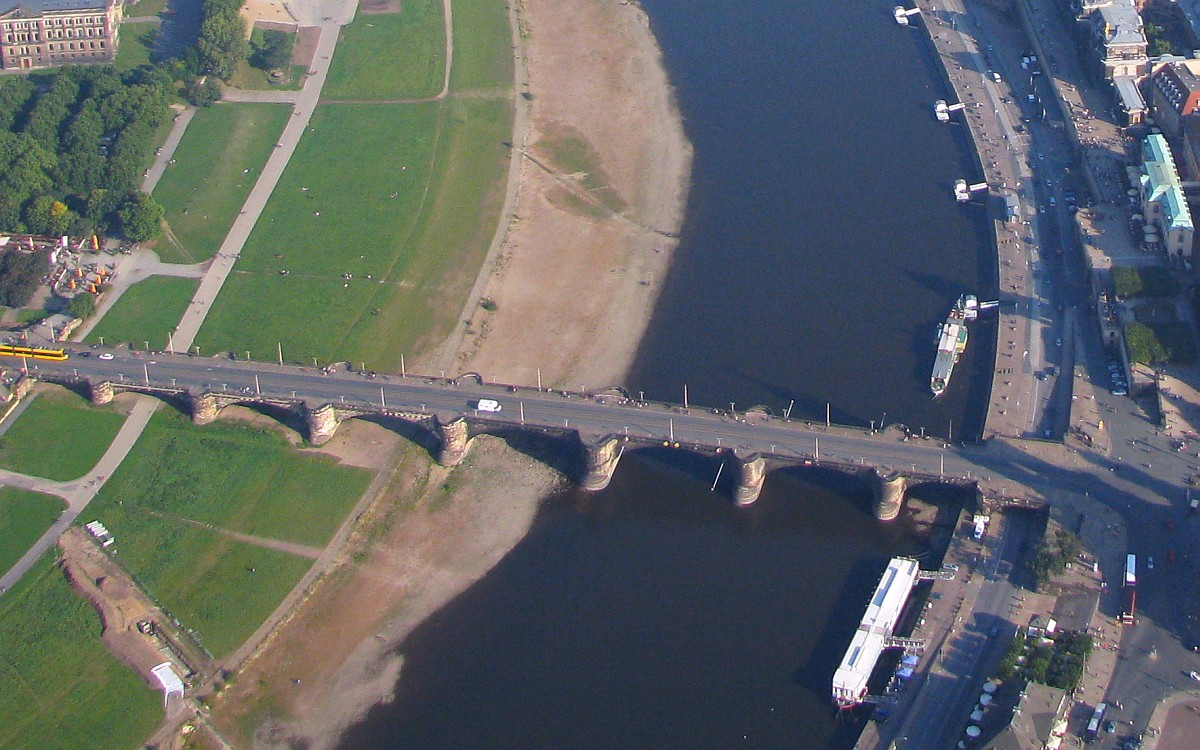
Vedere aeriană a podului August
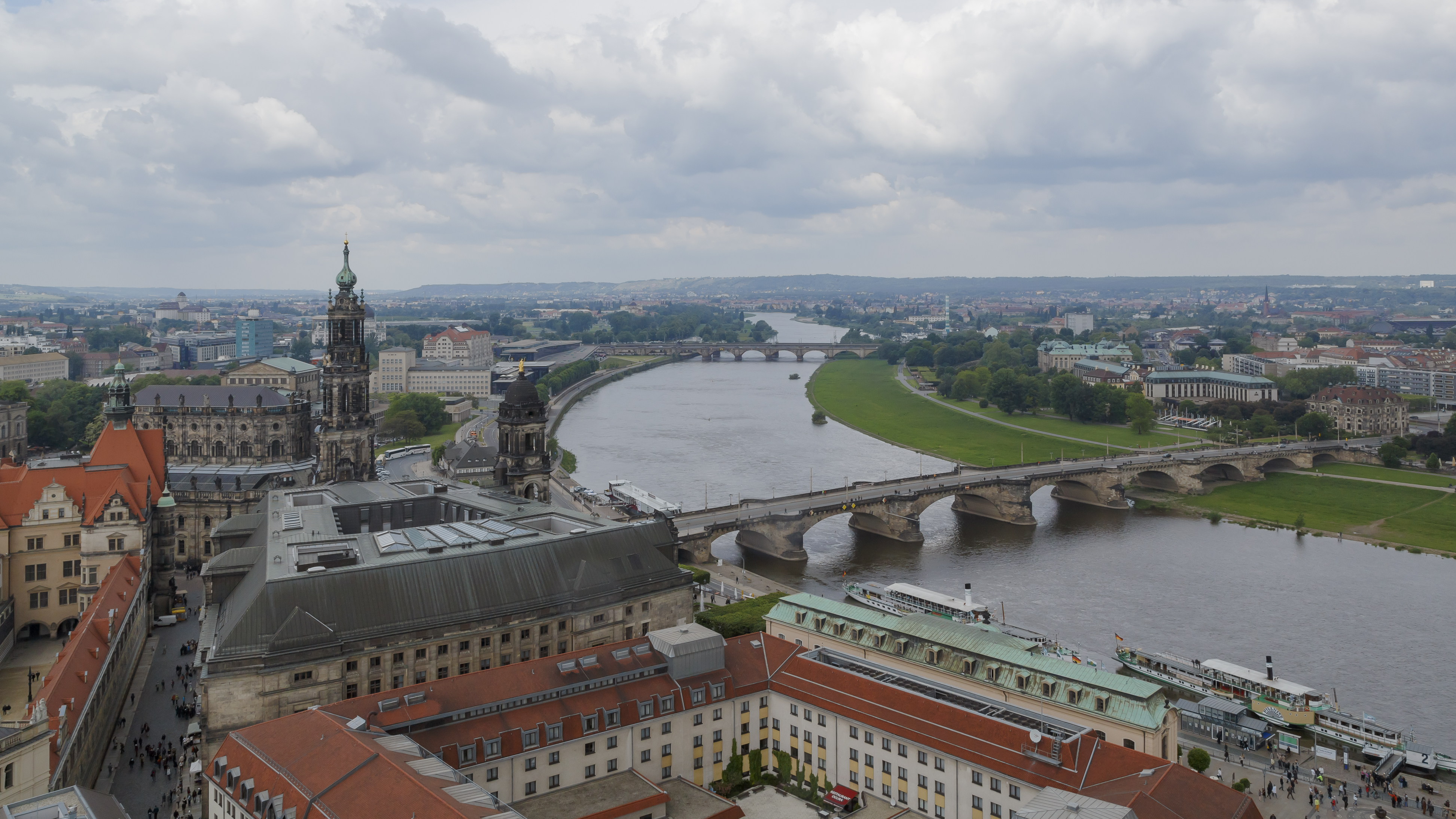
Vedere din Orașul Vechi
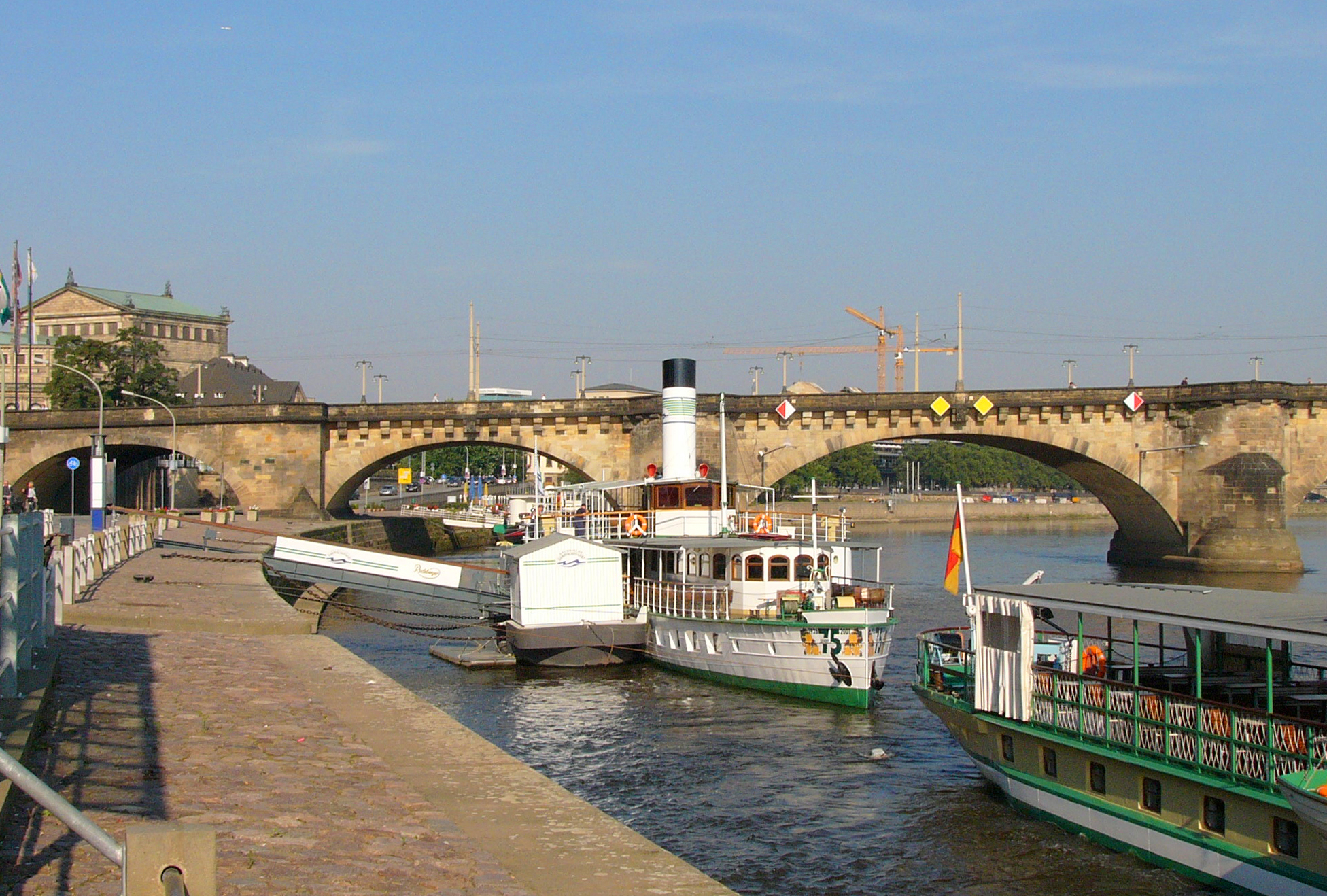
Vedere de pe mal
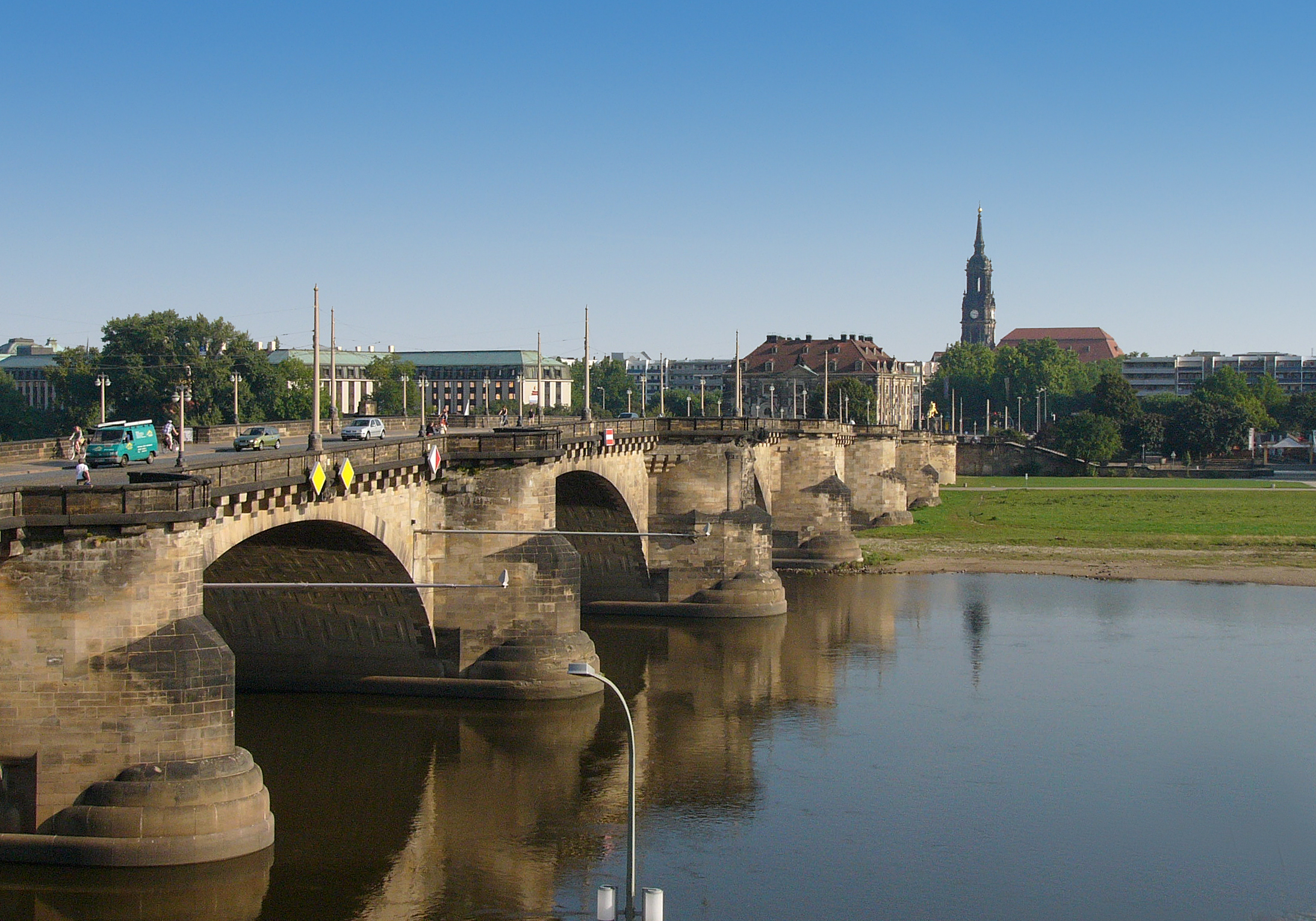
Arcele podului
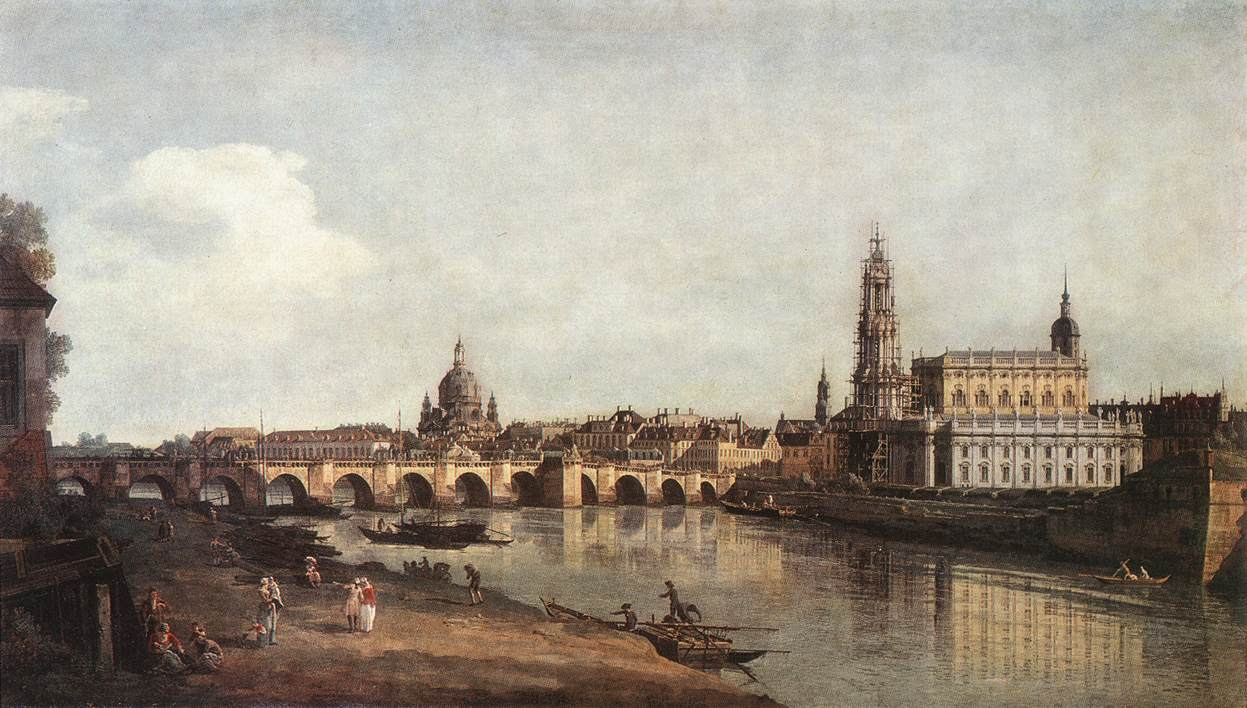
Pictură a podului realizată în secolul al XVIII-lea de Bernardo Lotto
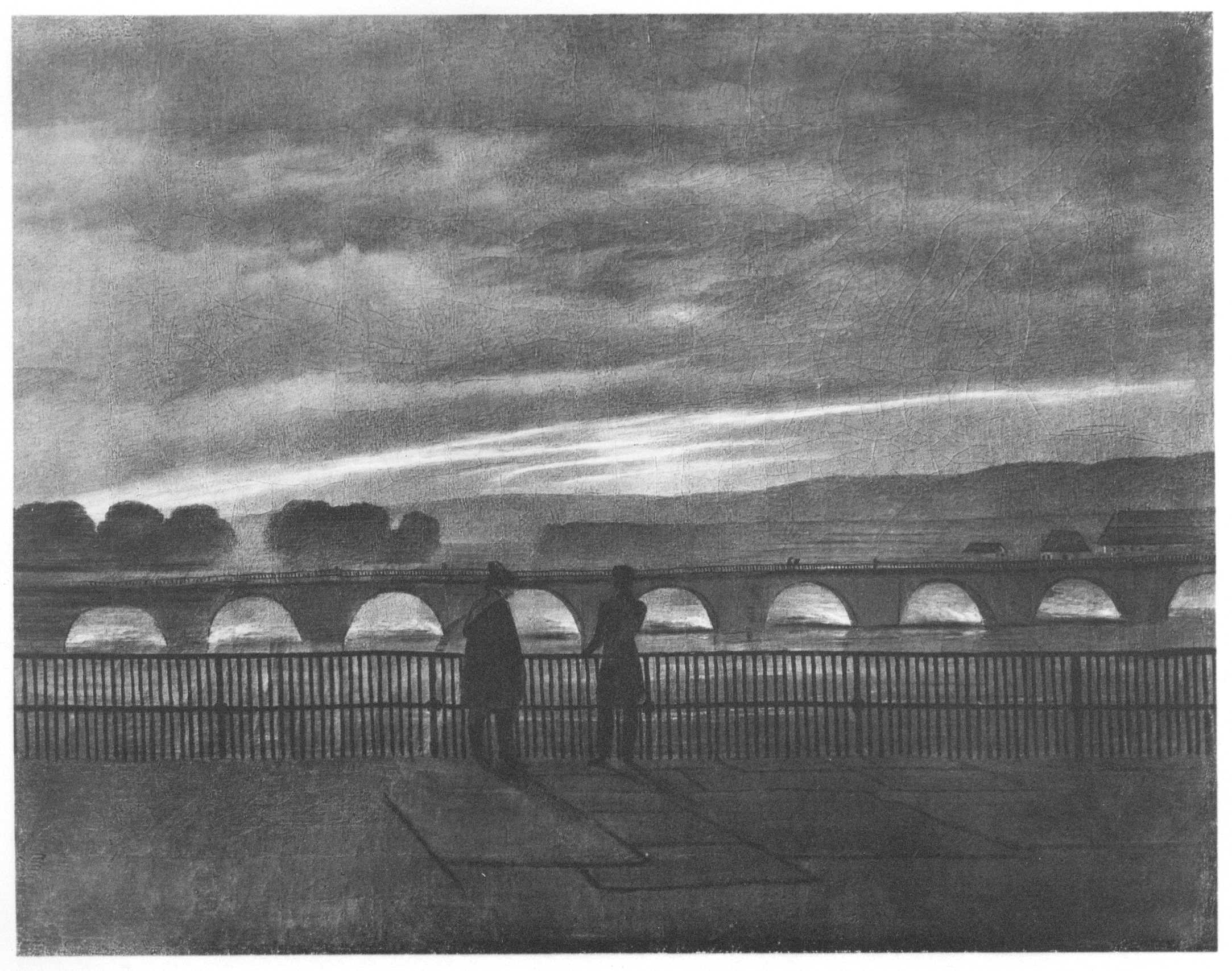
Caspar David Friedrich: Podul August din Dresda (pictură din secolul al XIX-lea)
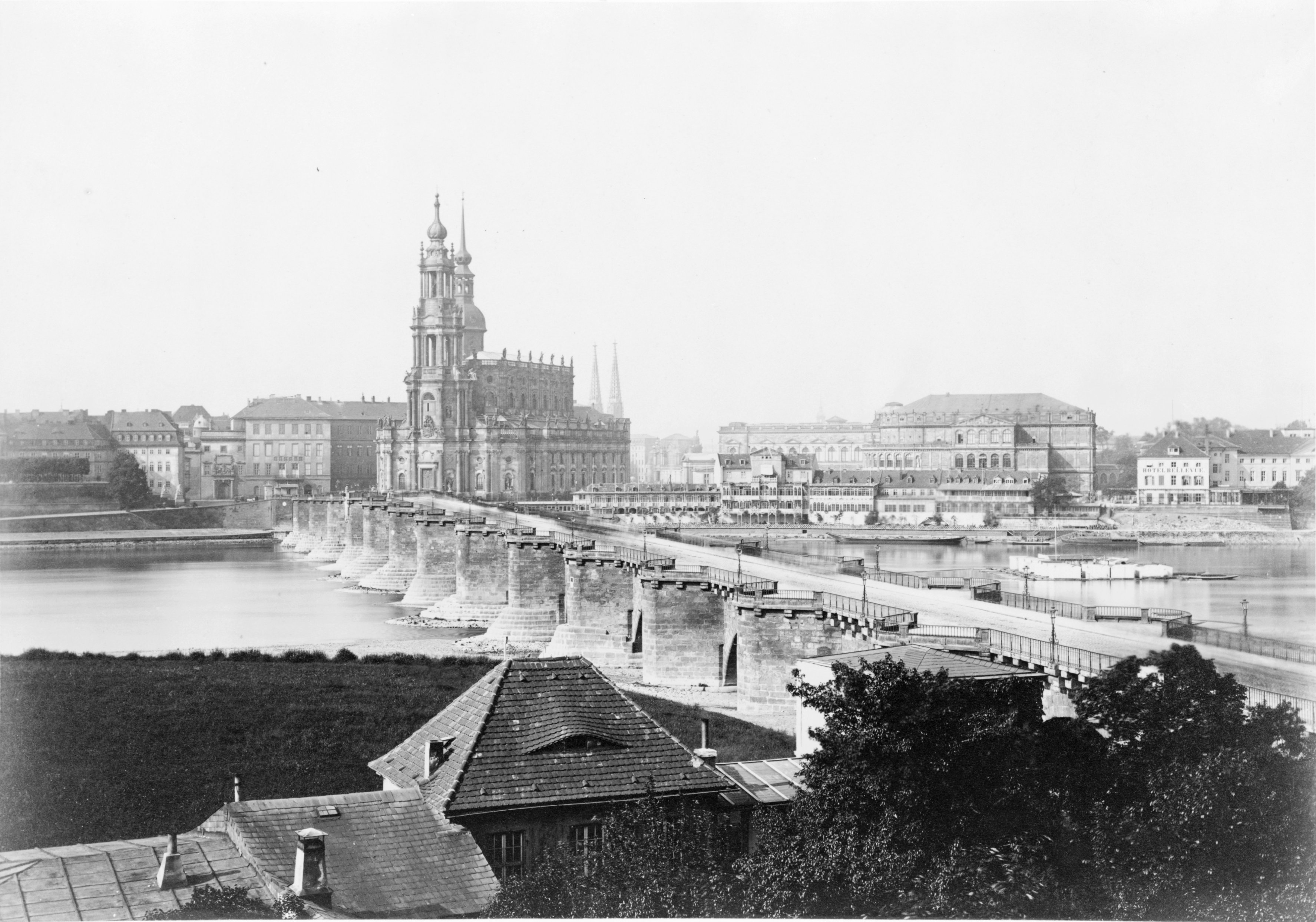
Podul pe la 1865
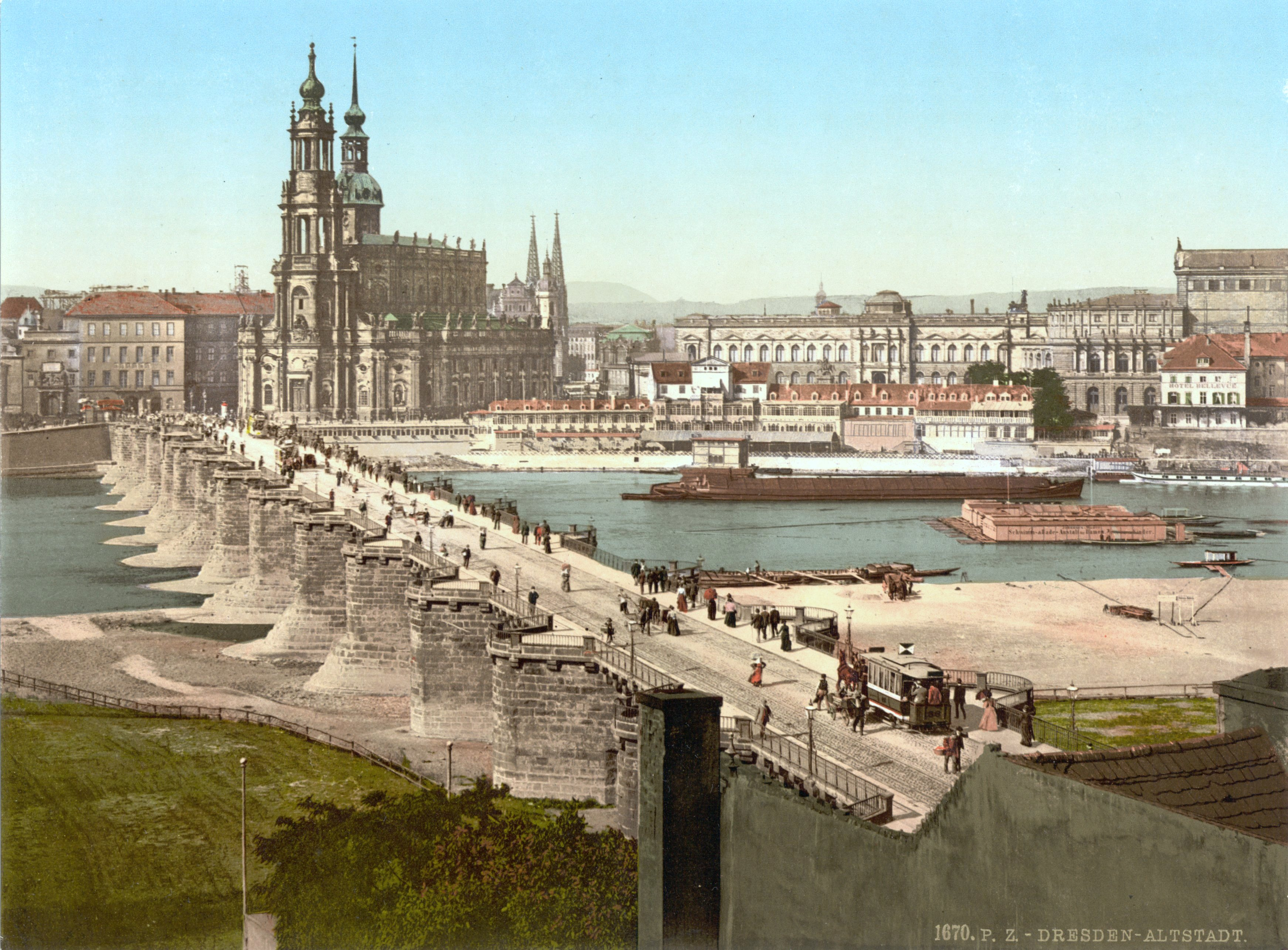
Podul pe la 1900
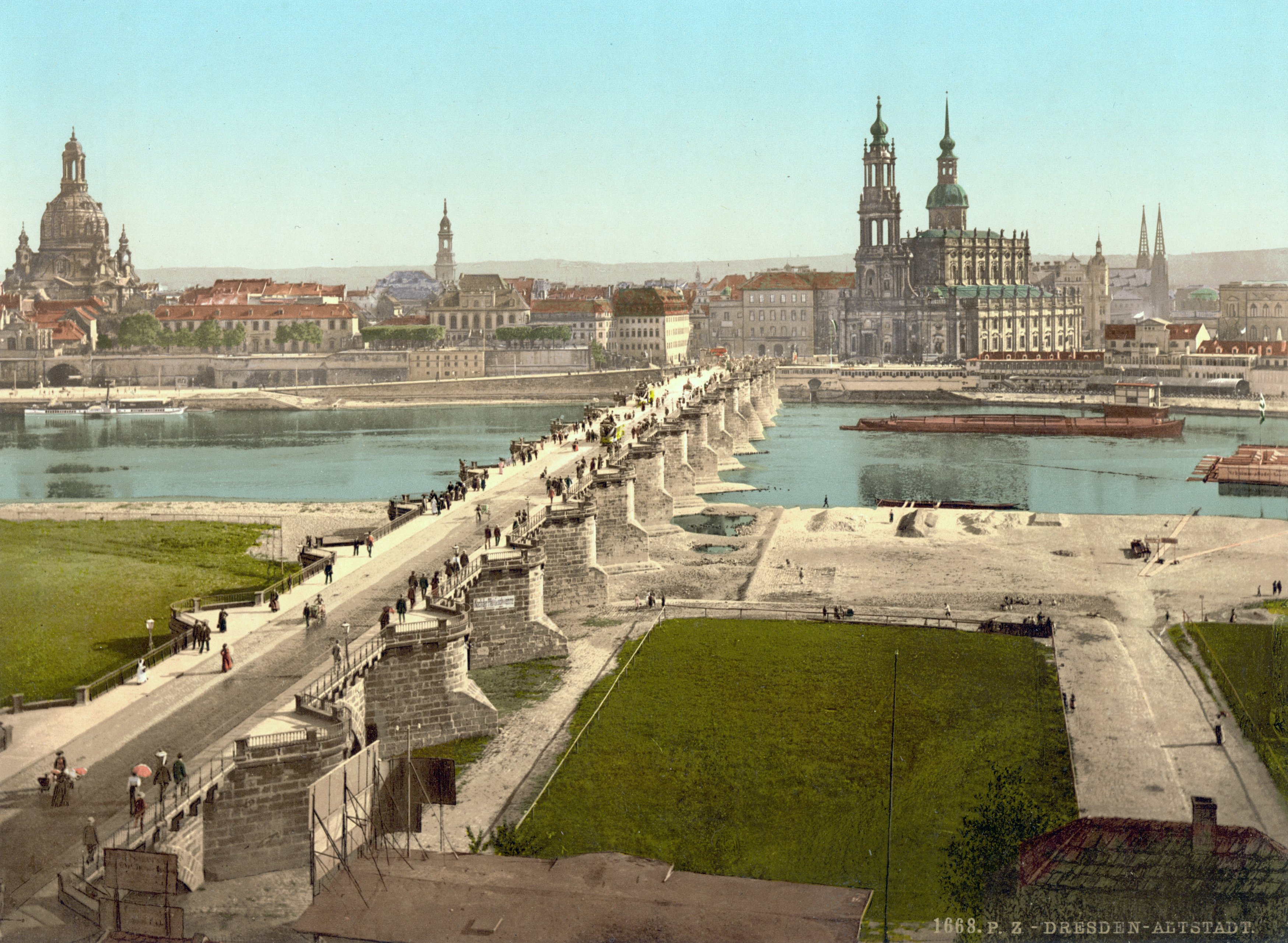
Podul pe la 1900
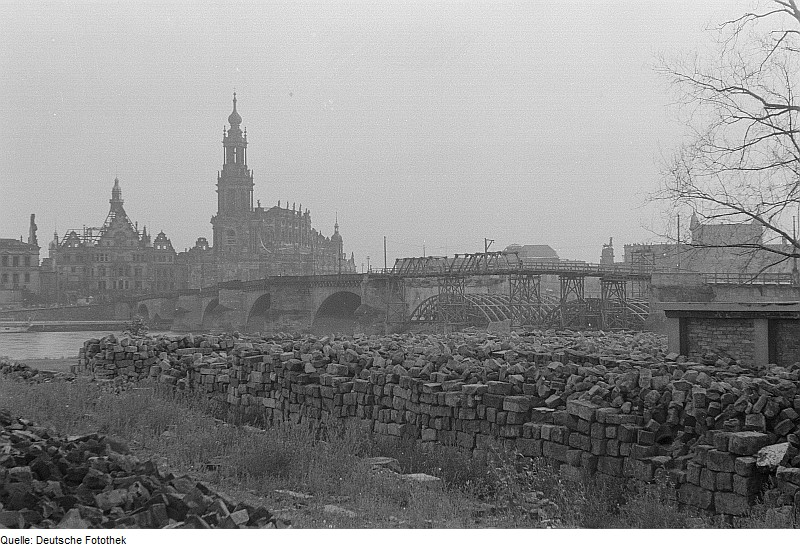
Reconstrucția după bombardamentele din cel de-al Doilea Război Mondial